# Falzia lluent
La falzia lluent (Asplenium azomanes) és una espècie de falguera d'origen híbrid de la família Aspleniaceae. Fou trobada per primera vegada a la Vall de Sóller a la Serra de Tramuntana de l'illa de Mallorca i descrita al mateix temps per botànics espanyols i alemanys. Aquests darrers li donaren el nom d'Asplenium trichomanes ssp. coriaceifolium.

## Característiques
Les seves frondes són coriàcies, com de plàstic, i el raquis és molt gruixut, de color granat obscur i brillant. Una característica típica d'aquesta falguera és l'existència d'una petita aurícula a la base de les pinnes mitjanes i inferiors dirigida cap a l'àpex de la làmina amb un o dos sorus al revers. Esporulació d'octubre a març.

## Hàbitat
Viu entre les pedres de les parets de les marjades i a les encletxes de roques calcàries orientades cap al Nord i Nord-oest. Depenent del grau d'exposició al sol, el seu fenotipus canvia molt, fent-se més coriaci si rep més llum solar. Durant el mesos més secs de l'estiu entra en estivació, deshidratant-se les seves frondes, arribant a semblar morta. Amb les primeres pluges de la tardor les frondes seques es rehidraten i reverdeixen ràpidament.

## Distribució
La seva població es troba repartida per tres localitats separades pel Mar Mediterrani: les Illes Balears (Mallorca, Eivissa i Formentera), el sud de la península Ibèrica (Albacete, Jaén, Màlaga, Cadis, Múrcia i Almeria a Espanya i Faro a Portugal) i el nord del Marroc (Serralada del Rif i muntanyes de Beni Snassen).

## Híbrids
- Asplenium x tubalense (Asplenium trichomanes nothosubsp. barreraense): híbrid alotetraploide fruit de l'encreuament entre Asplenium azomanes i Asplenium trichomanes ssp. quadrivalens.
- Asplenium trichomanes nothosubsp. malacitense: híbrid hexaploide entre Asplenium azomanes i Asplenium trichomanes ssp. inexpectans.